# Hor-heri-wadjef
Hor-heri-wadjef (auch Hor-heri-wadj) ist in der ägyptischen Mythologie eine Form des Gottes Horus und erstmals im Mittleren Reich belegt. Er genoss während der griechisch-römischen Zeit in der Erscheinungsform des Hor-Behdeti in Edfu sowie als Gottheit des 18. oberägyptischen Gaues (Falkengau) einen besonderen Kultstatus.

## Darstellungen

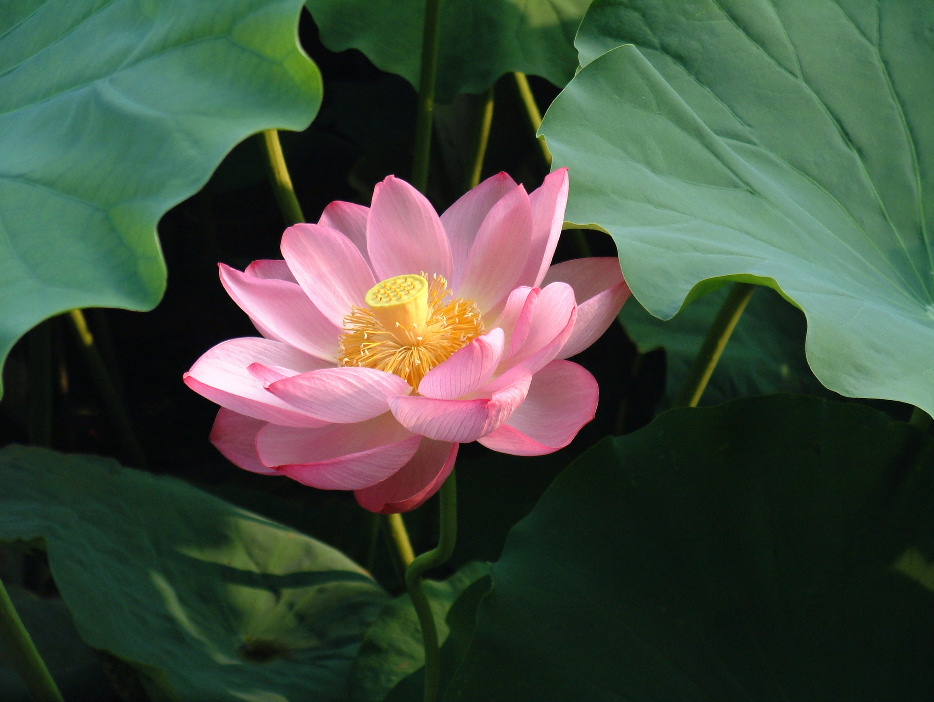
Lotosblüte

Ikonografische Darstellungen sind erst im Neuen Reich bezeugt. In dieser Epoche trat er als Falke auf, der auf einer Papyrussäule sitzt, wahlweise mit Doppelkrone. In der Spätzeit trug er statt der Doppelkrone die Doppelfederkrone.
In der griechisch-römischen Zeit erweiterten sich seine Attribute. So war er nun als sitzende falkenköpfige Gottheit oder als stehender falkenköpfiger Gott mit dem Was-Zepter und einem Messer in den Händen zu sehen; daneben auch als Falke auf einer Papyrus- oder Lotosblüte, wahlweise mit Sonnenscheibe auf einer Papyrussäule.

## Mythologische Verbindungen

### Namensgebung
Im Totenbuch, das im Neuen Reich entstand, wird beschrieben, wie Hor-heri-wadjef zu seinem Namen kam. Im Zusammenhang der Thematik, „die Bas von Buto zu kennen“, folgt die Erzählung wie Seth als schwarzer Eber das Auge des Horus verletzt und Re es anschließend heilt. Der Bericht endet mit der Namensgebung von Hor-heri-wadjef:

„Horus ist der Vater von Amset, Hapi, Duamutef und Kebechsenuef; die Mutter ist Isis. Und Horus sprach zu Re: Gib mir doch zwei Brüder in Buto und zwei Brüder in Hierakonpolis von der Körperschaft der Bas, und sie sollen bei mir sein, (mir) bis zur Ewigkeit anvertraut, damit die Welt gedeihe und der Aufruhr ausgetilgt sein wird. So entstand sein Name Hor-heri-wadjef.“

### Sonstige Verbindungen
Im Mittleren Reich galten die Seile des Fangnetzes als die von Hor-heri-wadjef. Ergänzend heißt es weiter: „Das sut-Schiffsteil, das saschet-Seil, die Mastspitze, die scha-Seile und die nin-seile des Fischerbootes sind die Haare des Himmels, die die Erde geschaffen haben, und die Binden des Horus auf seiner Papyrussäule“. Außerdem hatte Hor-heri-wadjef seit dem Mittleren Reich wichtige Funktionen inne: „Überweisender in die Ewigkeit“, „Öffner der Unendlichkeit“ oder „Einer, der das Land gedeihen lässt“ und „Der den Aufruhr beschwichtigt“.
Seit der Spätzeit war Hor-heri-wadjef der Gott des 17. Mondmonatstages. In der griechisch-römischen Zeit fungierte er als Gottheit der neunten Nachtstunde sowie als Chronokrat des 17. Peret III. Ergänzend war er Mitglied der Neunheit des Tempels der Schentait sowie der Neunheit vom Tempel K in Edfu und die Bezeichnung des Rezitierenden.